# Просвирнин, Егор Александрович
Его́р Алекса́ндрович Просви́рнин (3 апреля 1986, Владивосток — 27 декабря 2021, Москва), также известный как Его́р Погро́м — российский публицист и общественно-политический деятель, бессменный главный редактор интернет-издания «Спутник и Погром», выходившего в 2012—2018 годах. Начинал свою карьеру публициста в журналах о компьютерных играх и «Живом журнале», а в 2012 году основал издание «Спутник и Погром», которое публиковало статьи на темы истории, политики и культуры. Благодаря своим публикациям в 2010-е годы Просвирнин стал одним из известных деятелей русского националистического и национал-демократического движений, а позже стал приверженцем монархических взглядов.
Будучи приверженцем националистических убеждений и критически высказываясь о многих государственных инициативах, с 2014 года Просвирнин стал одним из наиболее ярых сторонников аннексии Крыма Российской Федерацией и оказания всесторонней поддержки сепаратистским ДНР и ЛНР со стороны России. Однако в 2015 году в связи с рядом высказываний экстремистского характера, опубликованных на сайте «Спутник и Погром», было возбуждено уголовное дело, в котором Просвирнин проходил в качестве свидетеля; в 2017 году сайт издания был заблокирован в России, а в 2018 году издание окончательно закрылось. После закрытия «Спутника и Погрома» Просвирнин продолжил свою карьеру блогера и публициста, ведя стримы на собственном YouTube-канале Czar на значимые общественно-политические темы. 27 декабря 2021 года Просвирнин погиб в результате падения с балкона дома в Москве.
После смерти Просвирнина ряд авторов высказался о нём как об одном из наиболее талантливых публицистов России 2010-х годов, высоко оценивая художественную и стилистическую составляющую его текстов, однако расходясь в оценке идеологического компонента его публикаций.

## Ранние годы
Егор Александрович Просвирнин родился 3 апреля 1986 года во Владивостоке. Мать — Виктория Просвирнина, жительница Реутова; театральный художник, художник-постановщик, член Союза художников России. Отец — Александр Бугаёв, театральный актёр и режиссёр. Дед по материнской линии — капитан 3-го ранга Виктор Александрович Просвирнин. Свою фамилию Просвирнин называл «обычной церковной».
О себе Просвирнин говорил, что был «домашним книжным мальчиком, которому на 7 лет подарили толстую энциклопедию для детей». После переезда семьи в подмосковный Реутов Просвирнин поступил в РГГУ, где обучался на филологическом факультете, однако не окончил его, о чём в дальнейшем никогда не сожалел. Службу в армии он не проходил. Свою карьеру журналиста он строил с помощью публикаций в разных журналах на разнообразную тематику, в том числе и на тематику компьютерных игр. В частности, он публиковался в таких игровых изданиях, как «Страна игр», «Игромания», PC Gamer, PC Игры и других. О себе он говорил, что вырос на «элитистском» журнале Game.EXE, который, по оценке Егора, также публиковал про культуру и политику, отличаясь презрением к массовым вкусам.
В 2008 году он стал главным редактором инфлайт-журнала компании «Аэрофлот», заказывая журналисту Олегу Кашину интервью заслуженных лётчиков России и известных пассажиров (на примере Галины Вишневской), а также тексты об истории разных профессий и родов деятельностей. Вёл в «Живом Журнале» популярный блог nomina_obscura, публиковался в «Русском журнале», «Литературной газете» и «Коммерсанте», опубликовал в Интернете фантастический роман «Жорж Дунаев» (2006). В целом о своей работе в игровых изданиях Просвирнин отзывался негативно, намекая на жёсткую цензуру:

У них у всех был один существенный недостаток — редакторы, заместители главных редакторов, рекламные отделы […] и прочая публика, которая выпускала из моих текстов кровь, обезжиривала их и сливала из них яд. Господи, наши читатели этого не поймут! Ты их напугаешь! У нас снимут всю рекламу! Не смей бить меня по лицу! Милиция!

Будучи активным блогером в «Живом журнале», на сайтах «Лепрозорий» и «Канобу», Просвирнин в середине 2000-х годов завоевал репутацию благодаря своим текстам, направленность которых в целом совпадала с будущим содержанием сайта «Спутник и Погром». Telegram-канал «Русское будущее» отмечал не только писательский талант Просвирнина, но и его умение провоцировать публику, называя его самого своеобразной «панк-звездой», которую лишь случайно занесло в темы, связанные с русским национализмом. В литературных кругах и блогах Просвирнин также был известен под прозвищем «Ёжик». Дмитрий Ольшанский при этом оговаривался, что на ранних стадиях карьеры публициста у Просвирнина не было «ни одного действительно хорошего текста». Среди прочего, блог Просвирнина в «Живом журнале» рекламировал пионер рунета Антон Носик: «Собственные мысли, хорошее знакомство с материалом, добротное чувство юмора и семь футов под килем».
Просвирнин относил себя к московскому среднему классу, который «сдал власти политические права в обмен на благополучие», однако в какой-то момент вынужден был пересмотреть взгляды на жизнь. 13 апреля 2007 года Просвирнин принял участие в «Марше несогласных», организованном партией «Другая Россия» Эдуарда Лимонова, и был задержан (всего тогда задержали 250 человек). В 2011 году он был участником протестов на Болотной площади, стоя в окружении людей, которых он называл «скинхедами». В 2012 году он первый и единственный раз появился на «Русском марше» в Люблино, заявив через год о том, что подобное мероприятие не поддерживает и участвовать в нём не будет. Однако, по словам политика Дмитрия Дёмушкина, Просвирнин, несмотря на свой отказ от участия, помогал делать рекламные объявления (в том числе картинки) для «Русского марша».

## Спутник и Погром

### Основание сайта
Я — совершенное оружие, я — серебряная пуля, я — итальянский стилет, я — неуправляемая ракета с самонаведением класса «Небеса — Возмездие», и мне — скучно.
28 апреля 2012 года Егор Просвирнин создал группу «Спутник и Погром» в социальной сети «ВКонтакте», а в 2013 году открыл одноимённый официальный сайт. В то же время он утверждал, что его проект зародился как блог в ЖЖ, который затем эволюционировал в сообщество Вконтакте и в полноценный сайт. Появление сайта было связано с протестным движением, когда в стране велась активная общественная дискуссия и были «какие-то митинги и надежды на скорые перемены», которые сам Просвирнин поддерживал. Название сайта — это два наиболее известных слова, перешедших в другие языки из русского и означавших «две крайности русского народа»: «спутник» как «триумф разума» и «погром» как «разгул народной стихии». Идеологию журнала Просвирнин называл «интеллектуальным национализмом», апеллировавшим не к чувствам, а к разуму — к русской интеллектуальной традиции и к конституционным, общественным и политическим наработкам многих стран мира.
Просвирнин был главным редактором сайта «Спутник и Погром». На сайте публиковались как его фельетоны, «фонтанирующие злостью и лихими шутками», так и серьёзные эссе на тему истории, музыки и литературы. Особую популярность имели рассказы о подвигах русской армии (например, о походе полковника Карягина, осаде крепости Осовец и охоте на Василия Чапаева). Самым резонансным материалом стал рассказ о «стреляющей дагестанской свадьбе», собравший 20 тысяч «лайков» Вконтакте. В команде Просвирнина работали выпускники философских факультетов и сотрудники ведущих московских студий (в том числе и граждане стран Евросоюза). Авторами статей, публиковавшихся в «Спутнике и Погроме», в разное время были также Олег Кашин, Евгений Норин, Артём Рондарев, Андрей Никитин, Лев Пирогов, Константин Крылов, Егор Холмогоров, Амвросий (Сиверс), Мария Бутина и Дмитрий Мишенин.
Основу читательской аудитории издания в 2013 году составляли представители среднего класса в возрасте от 25 до 30 лет, не поддерживавшие ни либерализм, ни коммунизм, а в 2017 году её основу уже составляла продвинутая городская молодёжь. Просвирнин отказывался от народнической риторики, считая это отличием своего издания от других национал-проектов и отстаивая тезис «национализм — городской феномен». По словам Юсси Юссяла, риторика и стратегия издания были таковыми, что его нельзя было относить к чисто популистским изданиям, несмотря на определённые сходства. Часть материалов были платными: Просвирнин называл такую модель существования СМИ единственным способом обеспечить процветание и независимость журналистов. В рамках этой модели Просвирнин опубликовал два интервью у Никиты Струве и Жоржа Нива, которые взял Олег Кашин. Сам Просвирнин обладал подписками на иностранные издания типа Foreign Policy, Foreign Affairs и The New York Times.

### Отзывы
На 2013 год у издания было по 4 тысячи подписчиков в Facebook и Twitter, но примерно в 5 раз больше на странице ВКонтакте. Проект Просвирнина обратил на себя внимание центральных СМИ: в программе «Центральное телевидение» на НТВ вышел телесюжет, где проект назвали «национализмом с человеческим лицом». В 2014 году огромный интерес к его проекту проявлялся на Украине, с территории которой ежемесячно фиксировалось около 70 тысяч посещений его сайта; на лето того же года у ресурса было 5 тысяч платных подписчиков. В 2017 году число посетителей достигло 750 тысяч в месяц, общее число визитов — 1,5 млн, а большую часть трафика составляли переходы из пабликов ВК. Стандартный новостной текст собирал 15 тысяч просмотров. Среди людей, репостивших статьи издания в соцсети, в разное время упоминались Альфред Кох, Сергей Пархоменко, Мария Гессен, Алексей Навальный, Сергей Минаев, Анатолий Чубайс, Ксения Собчак и Игорь Стрелков. В то же время в клубах читателей материалов сайта якобы присутствовали и сотрудники Центра противодействия экстремизму, вследствие чего несколько таких клубов были расформированы. По итогам 2013 года издание Colta.ru поставило Просвирнина на 2-е место в список самых влиятельных интеллектуалов России.
Художественное оформление сайта высоко оценивалось критиками, а представленные в статьях размышления авторов были «живой человеческой мыслью со всеми её достоинствами и недостатками», хотя авторы «в приступе графомании писали порой черт-те что». Дмитрий Ольшанский отмечал, что Просвирнин соединял фотографии Николая II с современным дизайном и современными слоганами, а патриотическую агитацию — с «тинейджерской наглостью», благодаря чему сумел внушить поколению культурных молодых людей интерес к русскому национализму, Российской империи и монархией, а не только к процессам глобализации и «новой этики». О дизайне Просвирнин говорил, что в работах есть влияние от классицизма до Новой Европы, однако ему приходилось использовать «графический язык городской молодёжи эпохи постмодерна» для рассказа о некоторых вещах, а также вкрапление злой или горькой иронии.
В финансовом плане издание не было прибыльным: общий доход Просвирнина от подписок читателей журнала и добровольных переводов в 2013 году был ниже, чем его зарплата новостника в «редакции средней руки», поэтому ему приходилось покупать рекламу в крупных сообществах. Рекламный доход сайта на 2017 год составлял примерно 10 % от всех доходов. Среднемесячный бюджет составлял около 10 тысяч долларов США, и оплату работы своим сотрудникам Просвирнин производил именно в долларах. По оценке самого Просвирнина, на 1000 посетителей приходился один человек, который приобретал подписку, однако крупных донатов сайт не получал. В 2017 году Просвирнин рассчитывал запустить систему платных комментариев, чтобы обеспечить дальнейшее существование сайта, однако при этом комментарии с разжиганием межнациональной ненависти он считал недопустимым. К 2018 году, по оценке финского исследователя Юсси Юссила, «Спутник и Погром» стал самым популярным оппозиционным националистическим изданием в Рунете.

## Реакция на Евромайдан и поддержка «Русской весны»
Отношение Просвирнина к Евромайдану было двойственным. До аннексии Крыма в 2014 году Егор в целом положительно высказывался о сторонниках Евромайдана и даже отмечал успехи «Правого сектора», хотя при личной встрече они предъявляли ему обвинения в украинофобии. Согласно его изначальному мнению, Евромайдан возник с целью защиты демократических прав и свобод, которые якобы пытался упразднить Виктор Янукович законами 16 января, и Просвирнин поддерживал технологию выступлений. Егор надеялся, что в результате Евромайдана в стране начнётся процесс строительства демократии европейского образца с возможным образованием на Украине партии русских националистов, и отмечал, что на Евромайдане имели место формирование украинской нации и противопоставление украинского национализма «косной советской системе». 3 февраля 2014 года Просвирнин дал интервью украинскому телеканалу «Громадское телевидение», в котором оставил ряд лестных отзывов об участниках Евромайдана, утверждая, что общавшиеся с ним участники уверяли его в отсутствии претензий к русскому народу и что на Майдане участвуют исключительно противники Виктора Януковича. Он же в интервью заявил, что осуждал насилие со стороны «Беркута» в отношении протестующих, считая подобные способы неприемлемыми ни в каком из демократических государств. В то же время ведущие выразили недовольство тем, что Просвирнин упоминал гитлеровцев при описании действий протестующих и говорил о наличии футбольных ультрас с неонацистской символикой: ведущие убеждали Егора в том, что причислять всех подобных лиц к Майдану — «это сложно». В ходе интервью он выразил готовность открыть украинскую редакцию своего издания, а также произнёс буквально следующее: «Если вы въедете в Москву на танке, я буду первым кидать цветы под этот танк».
Вскоре Просвирнин признал, что его ожидания не оправдались, поскольку он разглядел «откровенно русофобский настрой» у участников Евромайдана, которые высказывались крайне оскорбительно в адрес русской культуры, России и её граждан, а также открыто игнорировали интересы 10 миллионов граждан Украины, идентифицировавших себя в качестве русских. По его мнению, Россия не должна была оказывать Украине финансовую помощь путём вложения 15 млрд долларов в ценные бумаги и снижения цен на газ, поскольку это стало бы серьёзным грузом для российской экономики: Просвирнин предлагал же ввести войска для силового разгона Евромайдана. Позже Просвирнин написал своеобразное «покаянное письмо» своим подписчикам за первоначальную поддержку Евромайдана: он утверждал, что во время интервью «Громадскому телевидению» просто хотел понравиться украинцам и осознанно дал им множество комплиментов, отказавшись от своих прежних взглядов на Украину. Также он заявил, что пригласивший его в Киев Александр Нойнец предъявил ему проект договора о создании украинского варианта «Спутника», условия которого показались неприемлемыми Егору (редакция обеспечивала дизайн, инфоподдержку и авторов, но в случае разногласий все права уходили к Нойнецу).
Просвирнин разочаровался в Евромайдане, признав невозможность мирного существования между русскими и украинскими националистами, и поддержал как Аннексию Крыма Российской Федерацией, так и протесты на Юго-Востоке Украины как часть русской ирриденты. По его мнению, после свержения Януковича к власти на Украине пришли «сельские кретины с Запада», которые открыто поддерживали дискриминацию русских. После референдума в Крыму Просвирнин признал, что у Крыма нет другого варианта, кроме аннексии Россией, а вспыхнувшие протесты на востоке Украины назвал «стихийным народным восстанием» и призвал Россию оказать реальную поддержку всем организациям, выступающим за воссоединение Восточной Украины с Россией. Последующий вспыхнувший вооружённый конфликт Просвирнин охарактеризовал как «войну русского национального восстания с украинским государством» и «русским национально-освободительным восстанием», а участников антивоенных протестов обвинил в распространении пораженческой пропаганды, назвав их «великовозрастными идиотами». Также он заявил, что после событий в Крыму и Донбассе русское национальное движение очистилось от лиц, которые имитировали защиту прав русского народа и его интересов: по его мнению, человек, поддержавший в войне на юго-востоке Украины украинскую сторону, считался уже не русским, а украинским националистом (русскоязычных военнослужащих ВСУ он не относил к русским). Аналогичный принцип он предложил применять и в отношении либералов, чтобы определить, на чьей стороне они стоят в конфликте на юго-востоке Украины.
Читатели сайта «Спутник и Погром» начали оказывать деятельную помощь пророссийским сепаратистам: по оценкам Егора, «сотни читателей» отправились воевать на стороне Новороссии (в 2018 году он указывал, что около 300 человек отправились туда добровольцами), а журналом было собрано около 60 миллионов рублей на бронетранспортёр для сепаратистов. Также команда Просвирнина оказывала гуманитарную помощь больницам и детским приютам. Согласно сообщению Игоря Стрелкова от 23 июня 2014 года, два представителя сайта «Спутник и Погром» (Александр Жучковский и Олег Мельников) доставили Стрелкову в Славянск большой груз помощи из Санкт-Петербурга, куда входили беспилотник, крупная сумма денег и разное военное имущество. Просвирнин о тех событиях в Славянске говорил следующее:

Всё, что я писал о невероятных воинских подвигах русских — оно… оно вдруг ожило на глазах и стало частью моей личной биографии.

Однако последующие события в ходе развязавшейся войны (в том числе гибель ряда командиров сепаратистов и уход из Донбасса Игоря Стрелкова, которого Просвирнин идейно поддерживал) заставили Просвирнина окончательно разочароваться в официальной позиции Российской Федерации по конфликту: Егор утверждал, что сепаратисты приложили все усилия для реализации своих целей, однако их не удалось достичь по независящим от них причинам. Он критически отзывался о Владиславе Суркове, считая, что ни Сурков, ни представители Президента РФ не должны вести переговоров с Петром Порошенко. Сам Просвирнин не поехал воевать, так как не хотел быть «150-килограммовой обузой», а его роль агитатора казалась ему в большей степени полезной и потому приоритетной. Однако до конца жизни он продолжал морально и финансово поддерживать пророссийские силы на Донбассе, утверждая, что «история ещё не закончена» и конфронтация в будущем неизбежна. В 2017 году Просвирнин в интервью «Эхо Москвы» заявил, что вооружённый конфликт может завершиться либо победой ДНР и ЛНР с последующим свержением украинской власти, либо полным разгромом сепаратистов Донбасса вооружёнными силами Украины и последующими массовыми убийствами гражданских лиц.

## Комитет 25 января
В 2016 году Егор Просвирнин, Эдуард Лимонов, Игорь Стрелков и ещё ряд представителей русских националистических организаций выступили соучредителями движения «Комитет 25 января», впоследствии переименованного в «Общерусское национальное движение». Комитет позиционировал себя как патриотическую «третью силу» в противовес провластным организациям и прозападному оппозиционному движению, устанавливая в качестве своих целей сохранение страны в границах РФ, предотвращения её распада и реализацию политики воссоединения русских в одном государстве. Учредителей комитета Просвирнин называл «меритократическим собранием», считая их представителями «русской национальной армии» — людьми, поддерживавшими материально Донбасс в боях против ВСУ. По его мнению, комитет стремился вывести Россию из глубокого кризиса и не дать либеральным силам взять под контроль ключевые элементы российской политики — конечной целью деятельности Комитета было создание государства с равенством перед законом и отсутствием социального расслоения. Просвирнин признавал, что в «Комитете 25 января», где он трудился наравне с Игорем Стрелковым, присутствовали и сталинисты, и белые монархисты, а сам Стрелков даже произнёс в какой-то момент фразу: «Молюсь я Николаю II, но действовать буду как Сталин». Точками соприкосновения между этими политическими лагерями Егор считал помощь русским за рубежом и борьбу за равноправную Россию самым главным для учредителей.
Представителями Комитета были выдвинуты требования к российским властям — отменить статью 282 УК РФ как нарушающую права и свободы человека, как можно скорее законодательно обеспечить право жителям ЛНР и ДНР на получение гражданства Российской Федерации и принять меры по освобождению всех граждан РФ, задержанных на территории Украины по обвинению в участии в боевых действиях в Донбассе. Комитет считал важным шагом признание независимости ДНР и ЛНР со стороны России и выдвижение ультиматума в адрес Украины о выводе украинских войск с этих территорий — отказ Украины от ультиматума фактически давал России право ввести свои войска на эту территорию. По заявлению входившего в Комитет члена партии «Другая Россия» Андрея Песоцкого, на организацию были предприняты информационные атаки с акцентом на исторических противоречиях.
Просвирнин называл Комитет последней надеждой «не дать угаснуть духу 2014-го», однако его деятельность не принесла никакой практической пользы: Комитет стал «медленно застывающим киселём», по выражению Егора, и в январе 2017 года Просвирнин вышел из его состава. Политолог Григорий Назаренко говорил, что «Общерусское национальное движение» Просвирнина, Лимонова и Стрелкова декларировало «внятные и популярные» идеи, но не смогло стать серьёзной политической силой. По мнению Дмитрия Дёмушкина, Просвирнина нельзя было считать организатором каких-либо движений или мероприятий, а его единственная попытка провести какой-либо митинг в своё время потерпела неудачу. Тем не менее, Просвирнина всегда «звали туда, где нужно было ярко выступить». Со слов Олега Кашина, в какое-то время Просвирнин даже восхищался Максимом «Тесаком» Марцинкевичем.

## Конец «Спутника и Погрома»
6 июля 2017 года Генеральная прокуратура РФ направила в Роскомнадзор требование о блокировке сайта «Спутник и Погром», обвинив портал в пропаганде идей национальной и религиозной розни, побуждающих к экстремизму, но не указав конкретные страницы, на которых содержалась пропаганда. Просвирнин назвал требование Генеральной прокуратуры неправомерным, полагая, что причиной закрытия портала могла быть предвыборная кампания Владимира Путина в канун президентских выборов 2018 года, в рамках которой началось давление на некоторые СМИ — сайт при этом пытались закрыть и ранее. По оценке Просвирнина, подписчиков на момент закрытия могло бы хватить на два-три месяца для финансирования сайта, однако ежемесячное сокращение подписчиков грозило и сокращением доходов для сайта.
Доступ к сайту заблокировали на территории России, Белоруссии (решение 23 января 2017 года Министерство информации Республики Беларусь) и Казахстана (неофициально). Последняя публикация на сайте, появившаяся перед его блокировкой, была посвящена Александру III. В связи с блокировкой упал трафик сайта и прекратился шестимесячный рост посещаемости, достигнутый прежде без затрат на рекламу, хотя в июле 2018 года страницы сайта собрали 587 тысяч просмотров. Просвирнин рассматривал несколько вариантов развития сайта после блокировки, но его аккаунт в платёжной системе Tinypass вскоре был отключён из-за неразрешившихся споров. Блокировка подверглась критике со стороны общественника Алексея Живова и лидера ЛДПР Владимира Жириновского, однако никаких митингов в поддержку издания не состоялось.
9 октября 2018 года издание было официально закрыто. Просвирнин заявил, что сайт успешно выполнил главную миссию по воспитанию поклонников, продвигавших идеи русского национализма, но выразил намерения создать несколько проектов, которые продолжили бы дело «Спутника». Он продолжил публикации в соцсетях под псевдонимом Егор Погром, а также проводил интернет-стримы и выкладывал видео на YouTube-канале Czar. Значительная часть стримов Просвирнина была посвящена истории различных национальных движений: в частности, Просвирнин провёл три трансляции о причинах геноцида в Руанде. Помимо этого, Просвирнин в рубрике «Царьгеймер» публиковал ролики об играх. Олег Кашин рассказывал, что Просвирнин перешёл на выпуск YouTube-стримов в связи с разочарованием в текстах; Кашин помогал Егору на первых порах в организации стримов, а позже сам увлёкся подобной формой подачи информации.

## Политические взгляды

### Русское национальное государство и русский национализм
Просвирнин называл себя «убеждённым русским националистом со средней школы», считая идеалом для себя классическое национальное движение, вспыхивавшее в XIX и XX веках в разных частях Европы. Публикации на тему национализма у Просвирнина появились в конце 2000-х — начале 2010-х годов в «Русском журнале»: в опубликованных им материалах он обращал внимание на образ России и русских в компьютерных играх, упоминал поднимаемые отдельными играми общественно-политические и философские проблемы (на примерах серий Mass Effect и BioShock), а также обсуждал перспективы отечественной компьютерной индустрии и их воспитательное влияние на молодёжь (на примере симуляторов «Ил-2 Штурмовик» и World of Tanks). Прежде всего, Просвирнин считал себя сторонником идеи так называемого «Русского национального государства» (сокращённо РНГ) или «национального государства русского народа» по образцу многих государственных форм мира, в котором должны были собраться все представители русского народа. Основной посыл идей Просвирнина заключался в том, что русские должны сами выбирать себе власть и самостоятельно распоряжаться своими налогами, а современное русское общество ему казалось более атомизированным, чем среднеевропейское.
В качестве идеальной идентичности русских Просвирнин считал именно ту идентичность, которая существовала в дореволюционной России и позволила бы тем самым помочь русским стать «нормальным европейским народом» с характерным для европейцев эгоизмом. Егор считал, что легитимность нового государства необходимо черпать именно в дореволюционной России и тем самым позиционировать себя как представителей европейского народа, следующего «нормальным цивилизованным нормам»: по его мнению, человек, который узнал и полюбил бы «настоящую Россию, Россию до 1917 года», более не смог бы придерживаться коммунистических или либеральных политических убеждений. Именно в Российской империи, по словам Просвирнина, подавляющую часть аристократии и элиты составляли именно православные русские, а 1721 год считался главной победой России, поскольку именно тогда она обрела статус империи и перестала быть «полуазиатской Польшей». К европейским стандартам он относил такие элементы, как демократия (под ней он подразумевал право нации самостоятельно управлять своей судьбой), равенство перед законом (выражено в виде отсутствия государств в государстве и национальных республик), разделение трёх ветвей власти (законодательная, исполнительная и судебная) и принцип «государство для русских, а не русские для государства» (отказ от концепции какой-либо «исторической миссии»; при этом свобода слова в чистом виде не могла существовать ни в каком обществе. Русский национализм ему казался средством создания единой правовой и юридической реальности в России, а также гомогенного европейского национального государства. Для реализации проекта РНГ он также считал важным возвращение капитала в страну. При этом Егор не исключал, что построение такого государства возможно в случае гражданской войны, причиной для которой может стать гипотетический крах пророссийских вооружённых формирований в Донбассе и их разгром Вооружёнными силами Украины.
Главной проблемой современной России Просвирнин называл отсутствие некоего образа русского будущего — «Русского Идеального. Восстановленного Русского Мира». Он ставил «русские национальные интересы» на первое место в своих идеологических убеждениях, критически высказываясь об идеологии интернационализма и скептически относясь к идеям «вселенской мировой справедливости» и оказанию военной или политической помощи иностранным государствам. Параллельно полагал, что если дореволюционная Россия была «Христовой невестой», которая приняла муки и спасла Европу, а СССР был искрой, из которой должен был разгореться мировой революционный пожар, то и постсоветская Россия должна была тоже реализовать какой-то проект, чтобы войти в историю и запомниться потомкам с лучшей стороны — но при этом не повторяя шаги монархистов, коммунистов или прозападных либералов. При этом в разговоре с Лизой Лазерсон он заявил, что у Российской империи не было как таковой государственной идеологии: членство человека в каком-либо сословии он считал исполнением некоего заключённого контракта с представителями этого сословия. Из сильных качеств русского народа Просвирнин выделял реализм, поскольку именно «в народной массе» люди утратили всяческие иллюзии; воинственность и нечувствительность к потерям; фатализм и стремление бороться до победного конца; нерелигиозность при большом внимании к обрядоверию; подлинное гендерное равноправие и чрезмерную толерантность. Бонусом и недостатком он называл тот факт, что русские — «атомизировавнные индивидуалисты». По его мнению, дореволюционная аристократия оставила русским крупнейшее государство планеты, которое никто не смог «доразвалить» окончательно.
Взгляды Просвирнина на национализм трактовались по-разному: Леонид Бершидский назвал их «коктейлем из капиталистического либерализма и национализма»; Эмиль Паин считал, что они формировались на стыке противоположных друг другу национал-демократии и имперского национализма; Олег Кашин назвал это «хипстерским национализмом». Дмитрий Ольшанский же не признавал такую концепцию русского национализма и считал, что при борьбе с некоторыми недостатками общества, оставшимися после распада СССР, русский национализм мог считаться в некотором роде «реинкарнацией советской власти». Бершидский также отмечал, что Егор Просвирнин оценивал новости исключительно через призму того, насколько положительными являются они для русского этноса: подобный подход, по словам Бершидского со ссылкой на Стэнли Фиша, применяли евреи в 1940-е и 1950-е годы при обсуждении любых новостей. В дальнейшем эту методику стали использовать иные национальные, религиозные, социальные и расовые группы, превратившие это в «парадигматический вопрос для политики идентичности», связанный с пониманием того, «что есть хорошо, но из частной озабоченности изолированными интересами». Использование Егором вопроса «что хорошо для русских?» Бершидский назвал «великолепной маркетинговой находкой грамотного колумниста».

### Отношение к демократии и либерализму
Просвирнин называл себя в определённое время «и националистом, и демократом, и либералом» в одном лице. В частности, он выступал за развитие демократических институтов и дальнейшую либерализацию в новом русском государстве, активно отстаивая свободу мнений, но не считая обязательным наличие в государстве какой-либо идеологии. По его словам, русский народ в идеале должен требовать нормального демократического конституционного развития, опираясь на законы как на основу европейского общества. В интервью изданию «СуперОмск» Просвирнин говорил, что в имперской России были все традиции самоуправления вплоть до уровня крестьянской общины и традиции демократии с широчайшей политической жизнью. По словам Просвирнина за 2017 год, в России политикой в лучшем случае могли интересоваться до 10 % населения, в то время как остальные предпочитали обывательскую жизнь. В качестве одного из признаков сформировавшейся политической нации на примере Америки Просвирнин называл наличие первичных и вторичных социальных связей, возможность самоорганизовываться и отстаивать свои права. Он же утверждал, что классический городской европейский буржуа был членом цеха, который мог заступиться за него «в случае чего». Защита собственности, по мнению Просвирнина, возникала благодаря структурированному национальному обществу, а не благодаря сильному государству. Отсутствие этих институтов в России Просвирнин называл не только недостатком, но и преимуществом, поскольку русские могли бы в таком случае построить общество по тем правилам, которые устроили бы их самих. Ещё одним серьёзным недостатком он называл то, что в России нет землевладельцев в качестве главной элиты.
Однако в публикуемых в «Спутнике» статьях зачастую звучала антилиберальная риторика. О современных либеральных партиях и либеральных политических деятелях России Просвирнин высказывался негативно, утверждая, что идею либерализма в современной России исповедуют «сволочи»: отчасти причиной такого отношения были многочисленные угрозы и оскорбления в адрес Просвирнина, связанные с его публикациями. Также он считал, что российских либералов «провели» с Дмитрием Медведевым, который на первых порах своего президентства делал характерные для следования положениям либерализма шаги. За обвинения русских националистов в пропаганде неонацизма и неофашизма он называл российскую либеральную интеллигенцию «советской» или «россиянской»: Юсси Юссила полагает, что подобные высказывания Просвирнина были схожи с выступлениями американских альтернативных правых.
Просвирнин полагал, что политики 1990-х годов сформировались в обстановке «какой-никакой свободы» и «местами чудовищной» искренности, поэтому они более импонировали ему, чем современные либеральные деятели. В то же время он осуждал леволиберальный дискурс на Западе, который стал «закручивать гайки» и вынудил людей обсуждать новости и комментировать их на имиджбордах типа 4chan (российские имиджборды типа «Двач» Просвирнин назвал «советскими» в идейном плане). Комментируя неолиберальную тенденцию разделять все общества на классы победителей и классы проигравших, Просвирнин заявил, что в США это реализуется в виде борьбы белой и небелой политик (межрасовой вражды, которую не осознало американское общество), и сравнил подобную политику с политикой красных после победы в Гражданской войне. Массовый переезд мигрантов в США он называл борьбой цветной нации против белой американской.
В последние годы жизни Просвирнин разочаровался в идеях демократии и стал популяризировать монархические взгляды, высоко оценивая меритократию как один из сопутствующих признаков построения идеальной монархии. К философии Ивана Ильина Просвирнин относился достаточно «прохладно» из-за акцента Ильина на религии. Монархические идеи он стал продвигать примерно с июня 2021 года, хотя ещё летом 2014 года Егор называл Петра I главным русским национальным героем и даже с иронией высказывался в пользу идеи восстановления в России конституционной монархии во главе с Майклом Кентским, называя Виндзоров «единственной более или менее нормальной монархией в современном мире». В конце 2021 года в интервью Лизе Лазерсон Егор назвал появление демократии, Государственной думы и избирательного права в 1905 году «Божьим наказанием» для Российской империи, а также выразил своё опасение, что в России может начаться очередная революция усилиями любого политического круга, которая станет лишь логическим продолжением начавшегося в 1917 году «морока». Дмитрий Дёмушкин утверждал, что в последние годы жизни Просвирнин не просто отошёл от национализма, но даже стал его чаще критиковать.

### Антикоммунизм и антисоветизм
Егор Просвирнин был ярым антикоммунистом, яростно критикуя в текстах советскую власть и называя её антирусской. В частности, Просвирнин обвинял коммунистов в угнетении русского народа по национальному признаку, осуждал несовместимую с европейскими нормами жизни «советскую номенклатуру» и политику коренизации, заложившую основы для распада СССР и возникновению горячих точек. По мнению Дмитрия Ольшанского, Просвирнин упрекал большевиков в том, что они «отрезали» прошлое и почву русскому народу, подвергнув русский народ «тотальной чистке», в результате чего он оказался буквально «сдёрнут с места и искорёжен», а воспоминания о царской России даже стали табуированной темой. При этом другие советские республики и страны соцблока, по мнению Просвирнина, не лишались традиционной культуры или исторической памяти. Все эти действия Ольшанский назвал «трагедией русского национализма». Идеологию евразийства он называл «придурью», как и коммунизм, а Александра Дугина — «религиозным мракобесом». Особую неприязнь у него также вызывали Сергей Кургинян и его движение «Суть времени», которую он называл «коммунистической сектой» наподобие «Аум синрикё»: Кургиняна Просвирнин обвинял в использовании советских пропагандистских штампов при комментировании политических событий, а в 2014 году и вовсе обвинил «Суть времени» в попытке бросить тень на крымский вопрос. Бывшего ведущего телеканала «Россия 24» Константина Сёмина он обвинял в проталкивании левых взглядов на телевидении.
Просвирнин неоднократно называл 1917 год самым трагическим в русской истории, поскольку тогда погибла «историческая Россия», а в последующие годы «русского государства», отстаивающего собственно интересы русских как нации, ни разу не было создано. Осуждая Беловежские соглашения, Просвирнин в то же время полагал, что после распада СССР в менталитете жителей России сохранились многие отголоски советской государственной идеологии (в частности, сохранил свои позиции так называемый «советский национализм»). Просвирнин придерживался тезиса «Российская Федерация — не Россия», исходя из того, что РФ формально была признана правопреемником прекратившей существование РСФСР, и считал, что Российская Федерация с момента своего образования ни разу не дала русскому националистическому движению возможность законно представлять свои интересы на всех уровнях. Подобную теорию разделял и Ольшанский, полагая, что из-за этого русский национализм не мог развиваться долгое время. По словам Егора, до событий 2014 года в Украине Россия продолжала напоминать «многонациональную РСФСР». Он же считал, что в СССР возникла «культура двоемыслия» и тотального лицемерия, когда люди публично говорили об одном, а думали совершенно о другом: по его мнению, Российской Федерации необходимо было обязательно избавиться от подобного явления. Обсуждая волнения в Пугачёве в 2013 году, Просвирнин заявлял, что у некоторых людей был «конфликт двух сознаний» — конфликт реальности и «советской прошивки», поскольку некоторые люди не до конца осознавали серьёзность конфликта диаспор с местными жителями.
Просвирнин считал неприемлемым смешивание русского национализма с советским патриотизмом, выраженным в культе личности Сталина и ностальгии по распавшемуся государству, поскольку современный человек среднего класса («молодой интеллектуал-профессионал») не был заинтересован в таких ассоциациях, а использование личности Сталина в качестве символа русского национализма казалось немыслимым. Просвирнин обвинял Сталина в насильственной коллективизации и раскулачивании, в катастрофах на фронтах в первые месяцы Великой Отечественной войны и введении приказа «Ни шагу назад!», приведшего к большим людским потерям, неоднократно требуя предать огласке имена всех жертв репрессий в СССР. К атрибутике Дня Победы (в том числе георгиевской ленточке) и праздничным мероприятиям относился резко негативно, назвав в статье 9 мая 2013 года «кощунством» подобные вещи и заявив о том, что надо помнить жертву участников войны, а не «идиотничать с празднованием». По словам Олега Кашина, однажды Просвирнин даже написал панегирик о маршале Жукове по мотивам некоей статьи журнала «Огонёк», в которой рассказывалось о попытках Жукова после XX съезда КПСС реабилитировать репрессированных в 1930-е годы военных и добиться полного осуждения культа личности Сталина, но его планам помешала вынужденная отставка. Просвирнин пытался изобразить маршала как русского героя, боровшегося против большевиков. Кашин утверждал, что Егор 4 мая 2019 года приглашал его на стрим обсудить статью, но так и не ответил на это сообщение, поскольку к тому моменту рассорился с Просвирниным.
Критикуя «Суть времени» и коммунистическую идеологию, Просвирнин делал оговорку, что не считал советскую эпоху беспросветным мраком, упоминая в разных интервью об итоговой победе над гитлеровской Германией в контексте отказа от многих положений антирелигиозной политики Сталина и его обращения к русской истории и технологических прорывах СССР от космической программы до строительства мощных ракетных крейсеров и подводных лодок, но утверждал, что цена за все эти достижения была слишком высокой. Егор подчёркивал, что в СССР, помимо дефицита продуктов первой необходимости, были жёсткое ограничение доступа к информации и партийное руководство, которое игнорировало «русские национальные интересы». Октябрьскую революцию он считал переживанием, через которое могла родиться именно советская нация, а не русская. По его мнению, за сталинскую индустриализацию русские заплатили огромным количеством погибших людей. При этом Просвирнин сказал, что один из его текстов «Как хорошо быть русским» даже размещали на своих ресурсах коммунисты, перед этим удаляя антисоветские высказывания из текста: по мнению Егора, высшей степенью признания для него стало то, что его стали цитировать даже его идеологические противники.

### Взгляды на межнациональные отношения
Просвирнин негативно относился к массовой трудовой миграции из Средней Азии, утверждая, что стране не нужны мигранты, которые не знают русский язык и не собираются оставаться в стране. Нехватку рабочей силы в Москве он неоднократно предлагал компенсировать приглашением жителей регионов на низкоквалифицированные должности, полагая, что они могут успешно справиться с предлагаемой работой. Особенно острый диспут на эту тему произошёл между академиком РАН Владимиром Зориным и Егором Просвирниным на радиостанции «Эхо Москвы» в эфире программы «Разлом» от 6 ноября 2018 года. Однако он признавал, что у таджикских мигрантов в России было «нормальное национальное самосознание» и что они всегда рассуждали не о мировой справедливости, а о благосостоянии таджикского народа. Он отмечал, что у трудолюбивых азиатов крайне силён культ расширенной семьи, поэтому в случае заселения страны представителями одной из таких национальностей они будут образовывать герметичное сообщество, а не слушать какие-либо чуждые им идеи. В манифесте «Почему я русский националист», опубликованном на сайте «Спутник и Погром» в ноябре 2016 года, Просвирнин описывал внутреннего врага термином «многонационал».
В разные годы Просвирнин приводил разные примеры идеальных национальных государств, пример которых Россия могла бы взять в качестве образца: в 2013 году в интервью журналу «Собака» в качестве примеров национальных государств он назвал три страны — Германию как государство немецкого народа, Францию как государство французского народа и Италию как государство итальянского народа. В 2017 году в интервью радиостанции «Эхо Москвы» он назвал примерами националистического государства Польшу, в которой действовали от 5 до 10 крупных националистических партий; США, в которых присутствовали как либеральные левые, так и религиозные правые националисты, и Венгрию, боровшуюся за сохранение национальной культуры и проводившей политику ассимиляции приезжих. Отрицая термин «братские народы», Просвирнин в 2014 году говорил, что относительную комплиментарность русским сохраняют сербы, французы, немцы, итальянцы и финны; скандинавские страны и народы при более прохладном отношении к России, по мнению Егора, более походили на тот идеальный образец России без большевиков.
Отвергая термин «россияне», Просвирнин призывал в определении национальных интересов опираться на силы русских как нации — «самого большого и культурного народа в стране, составляющего восемьдесят процентов населения». По его мнению, Россию нужно было считать не многонациональным, а мононациональным государством в соответствии с некими стандартами ООН, по которым «мононациональным считается государство, где более 60 % доминирующей нации». Он отвергал идеи национальных республик и автономий, называя попытки их создания искусственными и настаивая на их преобразовании в губернии. Продвигаемый Просвирниным национализм с тиражированием «в сторону радикализации» Альберт Бикбов называл неприемлемым и считал, что залогом здорового общества должен быть именно межнациональный диалог. Татарский краевед Ленар Мифтахныкы считал Егора национал-романтиком, который понимал важность построения национального государства для русского народа, но предлагаемый им способ считал неприемлемым для народов России, а идеи — двойственными.

### Отношения с властями
Ещё во время активного ведения блога в Живом журнале Просвирнин заявил, что среди его подписчиков нет людей, хорошо относившихся к занимавшему пост президента Владимиру Путину: в записи от 13 апреля 2007 года Просвирнин крайне резко и грубо высказался о Путине, призывая подписчиков поддержать «Марш несогласных», организатором которого был Эдуард Лимонов. Он из принципа никогда не контактировал с администрацией президента Российской Федерации, хотя распечатки его публикаций нередко оказывались в руках сотрудников ведомства. Так, Вячеслав Володин якобы высоко отзывался о некоторых его текстах. Сам Егор говорил, что ему нужно, чтобы современное российское государство просто не трогало его и чтобы он оставался независимым человеком. По его словам, в отличие от движения «Русский образ», которое сотрудничало с администрацией Президента, «Спутник и Погром» никогда не сотрудничал с государственными или частными структурами: он не принимал ни идею сделать «вывеской для Кремля», ни возможность приглашения сотрудника Администрации Президента на пост ответственного секретаря.
Кинорежиссёр Авдотья Смирнова в ноябре 2014 года в программе «Познер» сказала, что среда русских националистов очень интересна и в ней бушуют интеллектуальные страсти, добавив, что «условный Дугин мне, например, совершенно неинтересен», а «Просвирнин мне интересен». Один из архитекторов экономических преобразований ельцинской эпохи Пётр Авен рассказывал, что муж Смирновой Анатолий Чубайс советовал ему сайт Просвирнина, «что удивительно слышать от человека, который в 1992 году был в нашем правительстве». Политтехнолог Станислав Белковский объяснил интерес Чубайса к националистическому изданию влиянием жены: «„Спутник и Погром“ — это следствие того эстетизма, который привила ему нынешняя супруга, для которой эстетические оценки значительно важнее этических».
Согласно одному из заявлений Просвирнина, в ноябре 2016 года на встрече читателей издания «Republic» бывший глава Администрации Президента Александр Волошин заявил, что не читает «Republic», хотя в то же время имеет платную подписку на «Спутник и Погром». По словам публициста, «ведущие вечера стояли с красными лицами». После мероприятия Просвирнин предложил Волошину провести встречу с читателями «Спутника и Погрома» с сигарами и виски, тот согласился и дал визитку, однако мероприятие не состоялось из-за плохих организаторских способностей Егора. Комментируя политические взгляды Волошина, Просвирнин сказал: «Конечно, русским националистом его назвать нельзя, но было видно, что какое-то национальное чувство, понимание есть».
Просвирнин критически относился ко многим решениям, принимаемым Владимиром Путиным на посту Президента России, в том числе к тем, которые были связаны с вопросами внутренней политики и, в частности, с борьбой против экстремизма. В частности, он был недоволен тем, что русским националистическим партиям отказывали в регистрации, а деятельность националистов считали такой же угрозой, как международный терроризм; комментируя высказывания Путина в поддержку консервативных идей, Просвирнин подчёркивал, что Путин часто не учитывал последствия событий XX века, а принимаемые решения считал даже более опасными, чем насаждение леволиберальной культурной повестки. В то же время после начала пророссийских выступлений на юго-востоке Украины Просвирнин стал иронично высказываться о том, что «Кремль начал делать то», о чём Просвирнин говорил прошлые годы, и даже изъявил желание стать советником по вопросам внутренней политики. Егор утверждал, что поддержал бы позицию российских властей по Донбассу только в том случае, если бы конфликт в Донбассе перерос в открытое противостояние Украины и России. Позиционируя себя как противника политических репрессий, он настаивал на необходимости различать позицию о недопустимости преследования за «мыслепреступления» и личное неприязненное отношение к лицам, пропагандирующим в России сепаратизм.

### Идеологические соратники и кумиры
Просвирнин считал близкими ему по взглядам таких людей, как Константин Крылов и Александр Жучковский (деятели Национально-демократической партии). «Своим учителем» он считал Дмитрия Галковского, отмечал также влияние Олега Кашина на формирование своих взглядов. При этом совпадение некоторых «интенций» во взглядах на идеальное государственное устройство России он отмечал с идеями Александра Проханова и Александра Дугина (в плане доминирования на постсоветском пространстве), хотя сам их труды серьёзно не читал и предпочитал высмеивать их. С особым уважением относился к Игорю Стрелкову как к стороннику «белогвардейских, антикоммунистических взглядов», одобряя его участие в войне в Донбассе на стороне пророссийских сил и стремление создать подлинное «русское государство». В период событий в Славянске заявлял, что если Стрелков пойдёт маршем на Москву, то все правительственные соединения будут переходить на его сторону. Уважительно высказывался не только о Стрелкове, но и о Юрии Буданове, считая сфальсифицированным обвинение последнего в убийстве Эльзы Кунгаевой. Своим любимым персонажем в 2021 году он назвал Константина Победоносцева, обер-прокурора Святейшего Синода.
В самом начале существования сайта «Спутник и Погром» Просвирнин выступал в поддержку Алексея Навального, поддержав его кандидатуру во время выборов мэра Москвы и считая его оптимальным кандидатом от русских националистов. Он приветствовал митинги на Болотной в поддержку Навального и даже написал статью «Мы обрели Вождя!». Кампанию Навального начали активно критиковать представители либеральной общественности, которые обвиняли Навального в пропаганде нацизма и расизма, приписывая ему защиту «пьяных гопников с дубьем, только и ищущих, как бы раскрошить череп таджику». Просвирнин не отказывался от поддержки Навального, ожидая того, что он не пойдёт на поводу у критиков, но когда Навальный потерпел поражение на выборах и отказался от националистической риторики, то окончательно разочаровался в нём. В 2017 году Просвирнин в ответ на слова о причислении Навального к «криптонационалистам» заявил, что Навальный даже не криптонационалист, а «просто тупой», а в 2018 году и вовсе назвал его «скандальной тёткой», умеющей только «выводить на чистую воду вороваек».

### Идеологические противники
Просвирнин критиковал не только коммунизм и левые идеи в принципе, но и традиционный либерализм и «исконно-посконный национализм». Он неоднократно обвинял общественных деятелей и политиков, позиционировавших себя как сторонников русского национализма, в пропаганде проукраинской точки зрения на события в Крыму и Донбассе. В частности, эти взгляды он приписывал Юрию Горскому, Марку Гальперину и Вячеславу Мальцеву, называя их «сторонниками господства украинской нации над русской нацией», но не считая их при этом «украинскими агентами». Дмитрия Дёмушкина он считал «откровенным неонацистом», при этом удивляясь, что его «лет 10 не сажали совершенно» даже за призывы к насилию; в то же время сам Дёмушкин утверждал, что его персоне Просвирнин на своих интернет-стримах уделял слишком много времени. Просвирнин также критически высказывался в адрес журналистов, которые, по его мнению, дискредитировали граждан России, воевавших на стороне ДНР и ЛНР.
Поводом для окончательного разрыва связей Егора Просвирнина с Алексеем Навальным, переключившимся на оппозиционную пролиберальную риторику, стал случай, когда один из представителей Навального оскорбительно выразился о вызове Просвирнина в прокуратуру, написав в соцсети Twitter: «Свиногитлера с мамой вызвали на допрос». Хотя это сообщение было удалено, перед Просвирниным никто так и не извинился за подобную выходку. Позже Просвирнин говорил, что сторонники Навального испытывали такое же политическое давление, какое в прошлом испытывали активисты русских националистических движений. Отмечая тот факт, что сторонники Алексея Навального публично заявляли о принципе «твои слова должны соответствовать твоим делам», Просвирнин при этом презирал Навального за то, что он отказался давать интервью порталу: по мнению Егора, на большинство вопросов о политике он отвечал бы «не врать и не воровать», не добавляя ничего. Просвирнин иронично отмечал, что Навальный обладает жестами методики продаж, но не читал книжки по основам либеральной политической философии: по едкому выражению, «основы продаж он освоил, а пылесос Kirby, которым надо торговать, ему не выдали». По словам Дмитрия Ольшанского, даже после закрытия издания «Спутник и Погром» Просвирнин не побежал «в объятия либеральной интеллигенции и заграницы» ради сохранения своей популярности и востребованности. В то же время, по мнению адвоката и писателя Ивана Миронова, у Просвирнина не было серьёзных врагов и оппонентов.
Просвирнин не соглашался с поддержкой в русском националистическом движении фигуры Николая II, поскольку после его отречения в Российской империи не нашлось никого, кто рискнул бы попытаться вызволить содержавшуюся под арестом царскую семью. Сам же император к моменту отречения вызывал лишь полное непонимание у всех людей. Леонид Бершидский также писал, что Просвирнин не сотрудничал с большинством националистических групп и организаций, поскольку они были зациклены в большинстве случаев на примитивных догмах, ограничивающих пространство для манёвра. По поводу отказа от сотрудничества с другими движениями Просвирнин в 2012 году заявил, что почти все эти группировки зациклены на религии, формах правления, популизме и т. д., а пропагандируемые ими радикальные идеи являются всего лишь прикрытием для перераспределения собственности. Он утверждал, что такие люди живут «в мире идеологических догматов и декораций для младшего школьного возраста». По мнению газеты «Комсомольская правда», подобные факты не позволяли Просвирнина относить к националистам, поскольку он не отождествлял себя с простым русским народом.

### Взгляды на экономику и финансы
В экономико-политическом плане Просвирнину одинаково были неприятны две крайности: советский государственный строй с плановой экономикой («строить совок») и результаты рыночных реформ и демократизации в России («срочно выписывать команду экспертов из Чикагской школы экономики»). При этом он утверждал, что редакция его издания придерживалась принципов свободного рынка и свободной конкуренции и не поддерживала социалистическую экономику ни в какой форме, выступая за уделение максимального внимания состояния национальной экономике и «созданию слоя русских Хозяев».
По словам Просвирнина, настоящими миллиардерами являлись те люди, которые были готовы потратить деньги на изменение мира вокруг. Люди наподобие Билла Гейтса, которые жертвовали средства на какие-то благотворительные цели, миллиардерами в подлинном смысле не могли являться, поскольку деньги принадлежали формально не им. Людьми с подлинной силой и властью он считал землевладельцев, а не людей, хваставшихся многомиллиардным состоянием: в отношении последних, по его мнению, необходимы были жёсткие меры со стороны налоговых органов.

### Внешнеполитические взгляды
Просвирнин называл русских «старым европейским народом», считая «европейский путь» единственным приемлемым путём государственного развития России, поскольку именно в странах Западной Европы и США, по его мнению, существовал «грамотный национализм». Просвирнин также критиковал активное развитие отношений со странами Азии и присутствие в блоке БРИКС, считая, что так называемые «азиатские тигры» никогда не станут развитыми странами мира. Существование Таможенного союза Просвирнин называл «вредным евразийством». В то же время он утверждал, что Российская империя сталкивалась с теми же проблемами, что и Россия на стыке XX и XXI веков — крупный геополитический противник (Британская империя вместо США), противостояние с аналогом Евросоюза (Французская и Германская империи), интриги с участием Польши, «украинские предательства» и распад государственности в качестве итога. По его словам, вычленение принципа принятия решений той эпохи могло бы помочь современной России решить большинство актуальных внутренних и внешних проблем. В 2017 году Просвирнин заявил, что русские после распада СССР и окончания Холодной войны оказались в качестве проигравших, а американцы стали «угонять» их в США, предлагая им более высокий уровень жизни и более высокую зарплату (то же самое, по словам Просвирнина, американцы сделали с немцами после Второй мировой). Жителя развивающейся или разрушенной войной страны, переехавшего в США ради материального благополучия, Просвирнин относил к проигравшим, но если он при этом отказывался от своего старого «я» и уничтожал личность ради материального благополучия, то это считалось ещё более унизительным (по словам Егора, таких людей в старину называли «ничтожествами»).
Продвигая идею территориального реванша и экспансии, с 2012 года Просвирнин выступал за присоединение к России территории Украины, называя последнюю «антирусским государством» и отвергая легитимность украинской государственности. Он допускал возможность оставить за пределами будущего «русского национального государства» Галичину (Западную Украину), которая могла бы войти в состав возрождённой Австро-Венгерской монархии. Также он выступал за присоединение к территории России Белоруссии, Северного Казахстана и даже стран Балтии, оговариваясь при этом, что России территории без русских не нужны (так он обосновал отказ от идеи присоединения входивших некогда в Российскую империю территорий Польши и Финляндии). Гипотетический процесс присоединения этих территорий он называл «ирридентой», считая её гарантом воссоединения русского народа, представители которого были разделены, оказавшись в других государствах после распада СССР. По его словам, в объединённом государстве с населением 200 миллионов человек гипотетически должно было быть три столицы: Санкт-Петербург, Москва и Киев. Уже в 2017 году Просвирнин сказал, что ему импонируют границы Российской империи по состоянию на 1913 год.
В интервью изданию «Гордон» Просвирнин, обсуждая события Евромайдана, крайне негативно отзывался об идее украинского национализма, считая, что его идентичность должна строиться вокруг Петра I, а не Степана Бандеры, и говорил о «провинциальном» характере идей, которые несут украинские националистические партии. Об украинских элитах и ведущих политиках он также отзывался крайне нелестно, считая подписание соглашения об ассоциации Украины и ЕС крайне невыгодным для Украины, которое могло бы окончательно разрушить её экономику. По его словам, идеальная Украина должна была позиционировать себя как «настоящая Россия», которая привлекала бы людей русской культуры, бизнесменов, учёных и молодых интеллектуалов, однако фактически она следовала тезису «Украина — не Россия». Именно события 2014 года, по словам Просвирнина, превратили «полуигрушечный „модный национализм“ с прикольцами» в другую форму — «национализм пороха и крови, с благородной яростью вместо детсадовской иронии».
Просвирнин выступал за признание независимости Приднестровья с последующим присоединением к России. В том числе, он высказывал симпатии к президенту Приднестровья Вадиму Красносельскому за его монархические, белогвардейские и антикоммунистические взгляды и поддерживал его кандидатуру на президентских выборах 2021 года. Считал, что «в Приднестровье, под предводительством Красносельского строится, на данный момент, единственное в мире государственное образование, которое весьма близко к той политике, которую проводили бы русские националисты». Также Просвирнин отмечал, что Вадим Красносельский, опираясь на русское имперское, а не советское, прошлое, строит в Приднестровье русскую идентичность.

### Культурные и философские взгляды
В 2011 году Егор Просвирнин опубликовал на сайте «Русский журнал» большой текст, в котором заявил об отсутствии у России концепции идеального будущего, к которому она должна стремиться для дальнейшего развития, поскольку «Золотой век» уже был пройден, и это отдаляло страну с каждым годом «во тьму национальной смерти». Он привёл идеальную концепцию под названием «Русский Мір будущего», подразумевая восстановленное культурное, экономическое, геополитическое и жизненное пространство, в котором «говорят по-русски, думают по-русски и поступают по-русски». Этот мир должен был произрастать из национальной сути русских — «той самой русской души, русской эссенции, русской цивилизации». В нём Россия не должна была ни в коем случае уступать иностранным культурным, смысловым или политическим наступлениям, обязалась бы заставить всех думать в русской системе смыслов — «нашими образами, нашими концептами, нашим языком». Подобную идею многие боялись представить на любой уровне и поэтому обсуждали исключительно в ироническом тоне с фразой про «квасной патриотизм», однако Просвирнин настаивал на том, что её претворение в жизнь вполне реально усилиями даже последующих поколений: это могло бы не только превратить Россию «обратно в нацию», но и победить её внешних и внутренних врагов.
В 2010 году Просвирнин в «Русском журнале» опубликовал статью о перспективах отечественной игровой индустрии, проблемы которой поднимались даже на правительственном уровне. Тогда компания 1С, ранее выпустившая ставшую популярной игру «Ил-2 Штурмовик» и множественное количество дополнений к ней, запросила 500 млн рублей у государства на развитие серии из шести авиасимуляторов, обещая не только довести тираж новых игр до 10 млн экземпляров, но и адаптировать их в качестве тренажёра для пилотов настоящих самолётов, а также способствовать воспитанию молодёжи в патриотическом духе. По мнению Просвирнина, реальное положение вещей не позволяло в принципе реализовать эту задумку: авиасимулятор являлся сам по себе сложным проектом, в России отсутствовал механизм аудита разработки игр, а экспортирование подобной игры на мировой рынок с учётом доминирования иного мировоззрения на этом рынке стало бы провалом. В то же время Егор полагал, что игры с соответствующим воспитанием молодёжи можно выпускать в других жанрах, предлагая игроку побыть в роли разведчика в Берлине в канун войны или спланировать «Десять сталинских ударов», но при условии наличия независимого критического аппарата и использования услуг иностранцев, которые готовы отвечать карьерой за малейшие невыполненные обещания. Уже через год Просвирнин, комментируя выход World of Tanks и достижение миллиона подписчиков из стран СНГ, высоко отозвался о самой игре и о существующих в ней игровых кланах. Он назвал удивительным тот факт, что в отдельных кланах играли русскоговорящие граждане бывших советских республик, выступая единой командой в боях и во время партии игнорируя любые межкультурные и политические разногласия. По его мнению, эта игра помогла людям вернуть «ту свирепую имперскую общность», которая исчезла после распада СССР, и лучше всего реализовывала цитируемую в российском обществе концепцию «русского» или «многонационального единства». На волне популярности World of Tanks Просвирнин даже предложил создать Государственное агентство по компьютерным играм, на которое легла бы ответственность за реализацию любых похожих проектов с такой же целью и таким же эффектом. Лучшими спортивными играми Просвирнин в 2014 году называл хоккей с шайбой, шахматы и «зарницу».
Говоря об эстетике, Просвирнин утверждал о том, что в «русский пейзаж» могут входить пейзажи больших географических регионов от льдов Арктики до песков Туркестана и от болот и лесов Балтики до тайги и виноградных лоз Дальнего Востока: по разнообразию с пейзажем могли сравниться только США, но понятие «типичный американский пейзаж» для Просвирнина не имело смысла. К московским новостройкам, появившимся при Юрии Лужкове и Сергее Собянине, Просвирнин относился негативно, считая, что эти здания эстетически внушают чувство одиночества и депрессии человеку, и отвергал любую рекламу реноваций, считая её подходящей только для люмпенов. С долей иронии он говорил, что будет добиваться сноса «лужковской архитектуры» в случае реализации своих политических идеалов. Также Просвирнин считал, что Москва перенаселена и её необходимо расселить, чтобы снизить нагрузку на транспортную систему. Рунет он называл одним из самых развитых языковых сегментов Интернета в мире, поскольку никакой другой сегмент (кроме англоязычного) не мог догнать русскоязычный сегмент по объёмам и качеству информации, зачастую недоступной на других языках. Национальным костюмом русских Просвирнин в 2021 году назвал воинский мундир, сказав, что не является сторонником косовороток, хотя в период более раннего творчества отстаивал необходимость в признании косоворотки национальной одеждой, считая, что в её виде можно шить даже уместно выглядящие рубашки к дорогим итальянским костюмам. По его словам, национальные костюмы французов, британцев и японцев были связаны с представителями высшего общества — аристократией (в том числе военной). Достойной смертью по-русски он считал гибель на поле боя или на дуэли, хотя в 1990-е годы, по признанию Егора, жертвы заказных убийств также обретали некое уважение в духе «настоящий пацан был».

## Медийная популярность
Просвирнин многократно выступал в качестве интервьюера и приглашался в качестве интервьюируемого. Пиар-кампания Просвирнина и его ресурса началась с малоизвестных СМИ, которые рассказывали о «Спутнике и Погроме», позже стали появляться всё больше интервью по мере поддержки кампании Навального в мэры Москвы. В частности, в 2013 году у Просвирнина взяли интервью сайт Slon.ru, телеканал «Дождь» и журнал «Афиша», в котором было интервью Просвирнина с левым журналистом Дмитрием Ольшанским. Петербургское издание «Собака» Ники Белоцерковской включило Просвирнина в материал под названием «Новая власть Рунета».
В 2014 году Просвирнин появился на телеканале «Дождь» в программе Ксении Собчак «Собчак живьём», где сделал ряд таких заявлений, которые, по словам ведущей, могли бы окончательно оттолкнуть украинскую публику от телеканала. В том же году Александр Ф. Скляр записал песню «Миллионы» («Когда война на пороге»), в которой использованы аллюзии на статьи «Спутника и Погрома». Один из текстов Просвирнина цитировался в эфире Новостей Первого канала Ирадой Зейналовой, однако Просвирнин обвинил ведущую в плагиате, и та вынуждена была принести ему извинения за цитирование статьи.
В 2017 году Просвирнин выступал в эфирах радиостанций «Говорит Москва» (программа Сергея Доренко) и «Эхо Москвы» (интервью, эфиры программ «Утренний разворот» и «A-Team»). В июне 2021 года он появился в эфире программы «Антонимы с Антоном Красовским» на RT, где представил книгу «Почему Америка умирает». Также выступал в программах Сергея Минаева и Михаила Светова (полемист дебатов «Был ли геноцид русского народа в СССР?», где защищал позицию как русский националист против блогера, марксиста и коммуниста Андрея Рудого).
Ева Меркачёва писала, что Просвирнин был «талантлив, интеллектуально подкован и делал интересные информационные проекты», хотя его Youtube-канал имел среднюю популярность и не приносил больших доходов. В то же время, по мнению Захара Прилепина, в последние годы жизни популярность Просвирнина почти сошла на нет.

## Обвинения в разжигании ненависти

### «Тот бесконечный летний день»
В отношении Просвирнина нередко звучали обвинения в разжигании межнациональной ненависти и пропаганды нацизма. 22 июня 2012 года в «Спутнике и погроме» была опубликована статья Просвирнина «Тот бесконечный летний день…», посвящённая нападению Германии на СССР 22 июня 1941 года и выдержанная в духе антисоветизма. Эта статья вызвала большой общественный резонанс: Просвирнина обвиняли в оправдании преступлений Третьего рейха против мирного населения СССР, оправдании деятельности «власовцев» и поддержке нацизма. В частности, в 2013 году публицист Исраэль Шамир в «Комсомольской правде» публично осудил статью Просвирнина и потребовал привлечь её автора к уголовной ответственности, предположив, что если бы подобный текст когда-либо оказался в руках Андрея Власова, тот «усомнился бы – а не перебор ли». Шамир выразил возмущение, что либеральная общественность никак не отреагировала на статью Просвирнина.
24 марта 2014 года Просвирнин на своём сайте в одной из статей прокомментировал выпуск передачи «Смысл игры» на YouTube-канале Сергея Кургиняна, в которой тот четыре раза процитировал выдержки из «Того бесконечного летнего дня», и обвинил Кургиняна в подмене понятий. Егор утверждал, что смысл его текста нёс исключительно антикоммунистический характер и был направлен исключительно против организаторов Красного террора и «Большого террора», а нападение гитлеровской Германии на СССР привело к осознанию того факта, что «партийная книжечка — это не пропуск в рай на земле в виде спецраспределителей, а приговор». Аналогичные ощущения, по его словам, могла испытывать советская власть в 1991 году во время процесса распада СССР и Администрация Президента России во время протестов против фальсификации выборов в 2011 году, на которых националисты впервые за долгое время собрались на выступлении либеральных политиков во главе с Борисом Немцовым. Позже по поводу публикации текста с Просвирниным даже разговаривал следователь, однако доследственная проверка не принесла результатов, а текст с сайта «Спутника и Погрома» вскоре и вовсе был удалён.

### Иные обвинения в пропаганде нацизма
Обвинения Просвирнина в поддержке нацистской и фашистской идеологий, а также попытках оправдать деятельность Андрея Власова звучали и в дальнейшем. 17 февраля 2014 года на телеканале Россия-1 был показан документальный в фильм «Биохимия предательства», который был снят Константином Сёминым и позиционировался как «исторический проект» о ценности патриотизма и ужасах предательства. В фильме присутствовали кадры с фрагментами интервью Просвирнина, в том числе и те, на которых он говорил буквально следующее «Я бы, конечно, попытался дезертировать!». По словам портала «Накануне.ру», в фильме Просвирнин открыто признавался в своих симпатиях к генералу Власову. После выхода фильма Просвирнин открыто обвинил Сёмина во лжи, поскольку тот обещал показать итоговый материал всем участникам фильма перед его запуском в эфир, но «начал … с предательства», вырвав фразу Просвирнина из контекста, перемонтировав весь материал и обманув всех участников съёмок.
Журналист издания «Русская народная линия» Ренат Давлетшин обвинял Просвирнина в пропаганде «своеобразного национализма, смахивающего на нацизм», поскольку героями его ресурса были не только белогвардейцы, но якобы даже «власовцы». Он раскритиковал Просвирнина за данное им в феврале 2014 года «Громадскому телевидению», трактуя это как попытку заключить союз с украинскими националистами, хотя сам Просвирнин признавал, что вёл себя тогда как «подлизывающийся хряк». Давлетшин не принял и последующую поддержку Егором пророссийского движения в Донбассе, заявив, что тот всячески компрометировал и раскалывал это движение: якобы по вине Просвирнина от участвовавшего в боевых действиях Игоря Стрелкова ушли многие сторонники, а сам он ещё и собирался стравить «русских патриотов с действующей российской властью». В 2016 году против Просвирнина и входившего в «Комитет 25 января» Андрея Песоцкого Константин Сёмин в программе «Агитблог» на телеканале «Россия-24» выдвинул снова ряд обвинений в пропаганде ненависти: по словам члена партии «Другая Россия» Андрея Песоцкого, в эфире передачи демонстрировался набор неполиткорректных цитат Просвирнина по поводу Великой Отечественной войны, вырванных из контекста. Просвирнин скептически оценил все обвинения, но отдал должное тому, что Сёмин признал факт того, что Просвирнин наладил коммуникацию с молодым поколением и «уводит его от идеалов коммунизма-социализма». Егор Холмогоров при этом утверждал, что Просвирнин отрёкся от какой-либо поддержки власовцев. В апреле 2015 года вышел текст, подписанный Просвирниным, где он, рассматривая власовскую программу, осуждает Власова как близкого к «либеральной общественности» «скорее троцкиста», враждебного идеям национализма и «единой и неделимой России».
Европейская сеть антифашистского мониторинга (ENAM) включила Просвирнина в список из 47 российских организаций, событий, групп и персон, придерживавшихся ультраправых взглядов. В списке он оставался даже после своей смерти (по состоянию на июнь 2022 года).

### Скандалы во время предвыборной кампании Навального
В 2013 году претендовавший на должность мэра Москвы Алексей Навальный включил в свою предвыборную программу намерения рассмотреть введение визового режима со среднеазиатскими странами, откуда в Россию въезжали многочисленные мигранты, что вызвало громкие возмущения среди либералов и даже обвинения в пропаганде фашизма. Поддерживавший тогда его Просвирнин не только призывал Навального не слушать «рукопожатную общественность» и не идти у неё на поводу, но и открыто в своих статьях переходил на личности деятелей либеральной оппозиции. В частности, Ольга Алленова в газете «КоммерсантЪ», не называя конкретных имён, заявила о «нацистском интернет-ресурсе», который стал «разоблачать» представителей интеллигенции, критиковавших Навального. Приводимый Просвирниным и его сторонниками тезис о том, что представители интеллигенции, не являющиеся по национальности русскими, никакого отношения к явлению «русской интеллигенции» как таковой иметь не могут, она назвала оскорбительным, заявив, что «русская интеллигенция» — собирательный образ, и её определяет русский культурный код, а не этнос.
Просвирнин был участником большого митинга на Манежной площади 18 июля 2013 года, где собрались сторонники Алексея Навального, несогласные с вынесением ему приговора Ленинским судом по делу «Кировлеса». По словам журналиста Ильи Азара, Просвирнин собирался освещать акцию оппозиции для бортового журнала «Аэрофлот», но при этом иронично назвал себя «русским фашистом, пришедшим поддержать русского фашиста». Присутствовавшая рядом обвиняемая по «болотному делу» Мария Баронова стала свидетелем необычного разговора Просвирнина с неким человеком, в котором она распознала какого-то провокатора. По словам Алексея Чеботарёва, 8 сентября 2013 года на сайте «Спутника» появились «слоганы вроде „За Навального! За Гитлера!“», которые либеральную общественность при этом не напугали так, как погромы в Бирюлёве.
В ряде СМИ Просвирнина нередко обвиняли в многочисленных случаях троллинга: в частности, тот же Чеботарёв называл Просвирнина «наци-троллем», а Бершидский, цитируя Луркоморье — «нанотроллем необъятной толщины». По словам газеты «Комсомольская правда», некоторые лидеры протестного движения и вовсе отвернулись от Просвирнина, поскольку столкнулись с «пещерным национализмом» в «интеллектуальной обертке».

### Уголовные преследования
6 октября 2014 года Просвирнин заявил в Facebook, что его забрали в отделение полиции сотрудники МВД для дачи объяснений по деятельности сайта «Спутник и Погром», на котором, с их слов, были обнаружены публичные призывы к экстремистской деятельности (статья 280.2 УК РФ). Давать показания Просвирнин отказался, и дело было отправлено обратно в ФСБ РФ для принятия окончательно решения о необходимости начала расследования. По его словам, задержание могло быть связано именно с деятельностью сайта по оказанию помощи самопровозглашённым ДНР и ЛНР.
17 сентября 2015 года адвокат Егора Просвирнина Матвей Цзен заявил, что в квартире его клиента провели обыск сотрудники Следственного комитета РФ и ЦПЭ. Основанием для обыска стало уголовное дело, возбуждённое по статье 282 ч. 1 УК РФ в связи с одним из материалов, опубликованных на «Спутнике и Погроме» от имени Просвирнина. Сам он проходил по данному разбирательству в статусе свидетеля. По некоторым данным, поводом к возбуждению дела стала статья «За что мы стоим, чего будет и чего не будет», в которой Просвинин выступал за присоединение Украины, Белоруссии и Северного Казахстана к России. Дальнейший ход делу не был дан, поскольку доказательств вины Просвирнина обнаружено не было, однако полиция конфисковала большое количество оборудования, которое даже по состоянию на конец 2021 года не было возвращено Егору. Просвирнин утверждал, что ему вменяли «оскорбление украинского народа», которое казалось ему нелогичным на фоне освещения событий в Донбассе. С его слов, следователь убедил Егора в том, что не специализируется на делах об экстремизме и не заинтересован в возбуждении дела.
Публицист Егор Холмогоров заявил, что по просьбе Просвирнина съездил в конце 2015 года к следователю и обсудил дело о публикации в «Спутнике», заявив, что невозможно доподлинно установить автора текста. По мнению Холмогорова, этот аргумент мог способствовать прекращению рассмотрения дела. Спустя несколько дней после обысков Просвирнин принял участие в международной конференции «Русофобия и информационная война против России», которая состоялась в «Президент-Отеле». Во время выступления он высказал тезис, что главным врагом русского народа является российское государство, из-за чего организаторы попросили его «вести себя более корректно», а потом списали его резкость на «эмоциональное состояние», вызванное угрозой уголовного дела.

### Фестиваль Geek Picnic
В 2017 году Просвирнин, будучи редактором «Спутника и Погрома», был приглашён на научно-популярный фестиваль Geek Picnic: мероприятия фестиваля должны были пройти с 18 по 19 июня в Москве и с 25 по 26 июня в Санкт-Петербурге. Организатор фестиваля Николай Горелый подчёркивал, что пригласил Просвирнина, исходя из опыта последнего в журналистике и модели издания «Спутник и Погром», существующего на пожертвования читателей, а не его политических взглядов. Горелый утверждал, что не был согласен со взглядами Просвирнина, но восхитился тому, что журнал сумел «накраудфандить» на БТР.
Сообщение об участии Просвирнина вызвало большой общественный резонанс: от участия в мероприятии отказались ряд спикеров, в том числе журналистка Ася Казанцева, которая назвала неприемлемым участие Просвирнина после слов о краудфандинге на БТР, и проект «Всероссийская лабораторная», отказавшийся выступать с националистами на одной сцене; биоинформатик Михаил Гельфанд назвал «запредельным» сам факт приглашения Просвирнина. Егор успел выступить 18 июня в Москве, прежде чем его имя вычеркнули из списка лекторов на сайте Geek Picnic: было отменено его выступление в Петербурге, запланированное на 25 июня. Просвирнин утверждал, что его вычеркнули из участников исключительно по политическим мотивам, но отметил, что отмена лекции была связана с ещё более глубокими причинами, и выразил готовность взять интервью у Горелого.

## Личная жизнь
28 сентября 2021 года Просвирнин женился на Марине Ивановой (Урусовой), с которой они познакомились в 2015 году: с его слов, на свадьбе присутствовали журналисты Первого канала. Просвирнин утверждал, что до начала постоянных отношений с Мариной он проживал в Реутове, а благодаря отношениям сумел улучшить своё физическое и материальное положение — с его слов, в какой-то момент его вес достигал 160 кг, из-за чего, по мнению Дмитрия Ольшанского, Просвирнин мог начать переживать. В интервью Лизе Лазерсон в декабре 2021 года Просвирнин заявил, что его в детстве действительно дразнили «жирным»: ради того, чтобы привести себя в порядок перед первыми выходами в эфир на YouTube, он перенёс операцию по резекции желудка (ему удалили две трети желудка), после которой серьёзно похудел — со 164 до 92 или 93 кг.
О себе Просвирнин изначально говорил, что был интровертом и не очень любил людей, а также не являлся «поклонником религии в XXI веке» и даже был «воинствующим атеистом». Он считал православную церковь в Российской империи элементом пропаганды, признавая при этом важнейшую роль церкви в создании церковно-приходских школ и развитии системы начального образования в России. А. В. Митрофанова относила Просвирнина к представителям «секулярного сегмента» этнического национализма, а Дмитрий Ольшанский и вовсе называл его «атеистом и богохульником». Однако, по мнению лично знавшего Просвирнина журналиста Эдварда Чеснокова, взгляды Егора на политику и религию со временем эволюционировали. Согласно утверждению Марины Ивановой, в последний период жизни Егор стал верующим человеком. В конце 2021 года он заявил в интервью Лизе Лазерсон, что «начинает обратно приходить к вере» в силу того, что православие «бесит всех, кто ему не нравится» и являлось «несущей конструкцией» Российской империи, а также потому, что новейшие исследования Вселенной убедили его, что Бог есть. Тогда же он выступил за придание православию статуса государственной религии и выдвинул лозунг «Слава Христу, позор антихристу!». Егор также говорил, что в случае полной реализации предлагаемых им политических проектов он сможет уйти из политики и «переселиться в домик в лесу, начать писать детские книжки». Наличие личных политических амбиций он всячески отрицал.
По состоянию на 2017 год Просвирнин проживал в квартире в хрущёвке: ему она казалась даже предпочтительнее новостроек, которые ему казались «декорациями к антиутопии» и вызывали чувство одиночества и депрессии. Впоследствии он переехал в квартиру на Тверской, в «Доме под юбкой», которую Олег Кашин назвал «съемной конурой в сгнившем сталинском доме с армянским шалманом». Адвокат и писатель Иван Миронов утверждал, что Просвирнин был одним из сторонников вакцинации от COVID-19, хотя сам Просвирнин отрицательно относился к введению QR-кодов.
Своей любимой книгой в 2021 году Просвирнин назвал книгу Джо Эстерхаза «Дьявольский гайд по Голливуду» (англ. The Devil's Guide to Hollywood), а в 2014 году он говорил, что ему доставляло особое удовольствие чтения Андрея Платонова и Владимира Маяковского, которые становились «абсолютно бессмысленными» при переводе на иностранные языки. Позже, готовя переводы некоторых текстов «Спутника» на английский язык, Просвирнин даже пришёл к выводу, что значительная часть «внутрирусского дискурса», нюансы и детали смыслов кажутся непереводимыми и что любой текст для иностранной аудитории проще написать с нуля. В типичный русский обед он включал «чудовищное советское оливье», пельмени со сметаной и блины с домашним вареньем или красной икрой, а национальным напитком считал квас.

## Смерть и похороны

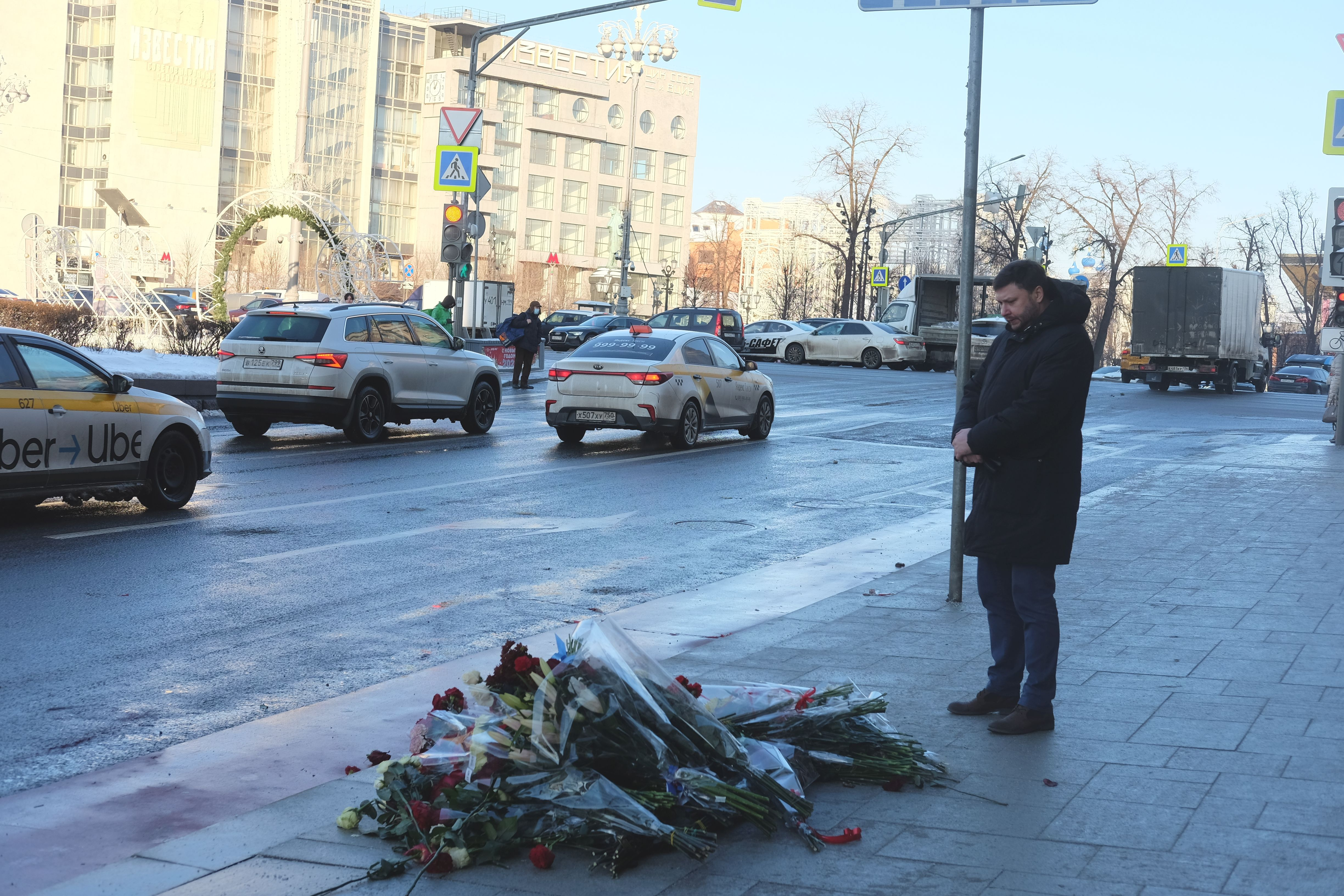
Стихийный мемориал у места гибели Егора Просвирнина

27 декабря 2021 года Егор Просвирнин разбился насмерть, упав с балкона дома № 28 на Тверском бульваре в Москве. Просвирнин был найден обнажённым; рядом с его телом были обнаружены нож и газовый баллончик. Среди версий произошедшего в СМИ фигурировали несчастный случай или суицид. На следующий день, 28 декабря 2021 года, на YouTube-канале и страницах Просвирнина в соцсетях от имени сотрудников Просвирнина было сделано официальное заявление, что смерть Егора Просвирнина была трагической случайностью. Согласно этим сообщениям, Егор «болел, страдал бессонницей и находился в сумрачном состоянии духа», но не собирался совершать самоубийство. Олег Кашин же полагал, что случившееся — самоубийство, вызванное серьёзной депрессией, связанной с переживаниями Егора по поводу того, что он не смог реализовать весь свой потенциал публициста. Некоторое время в прессе и Telegram-каналах говорили о найденной рядом предсмертной записке, однако эти сообщения не подтвердились.
Посмертная экспертиза показала наличие в крови погибшего следов кокаина, MDMA и лекарственного препарата доксиламина, содержащегося в небольшом количестве. Интернет-СМИ «Царское телевидение» (czar.tv), главным редактором которого являлся Просвирнин, утверждало, что по итогам судебно-химического исследования указанные вещества были выявлены в моче, но не в крови. Также сообщалось, что незадолго до смерти Егор Просвирнин принимал нитроглицерин и миорелаксант сирдалуд для лечения болей в сердце и невралгии. Сотрудники YouTube-канала Просвирнина утверждали, что погибший решил «заглушить физическую боль и экзистенциальную тоску алкоголем», однако заключение судебно-медицинской экспертизы гласило, что в крови Просвирнина не было алкоголя.
Егор Просвирнин был похоронен 4 января 2022 года на Троекуровском кладбище в Москве (уч. 20а). На похороны было собрано 8,97 миллионов рублей. Проститься с Просвирниным пришли несколько сотен человек. Прощание проходило в закрытом от СМИ формате. Речи над гробом прочитали Леонид Тузов, Кирилл Круглов, Дмитрий Бастраков, Роман Юнеман, Надежда Шалимова, Дмитрий Бобров, Андрей Никитин, Свят Павлов, Евгений Рассказов, Артемий Сыч, а также мать Егора — Виктория Просвирнина и его вдова — Марина Просвирнина. По усопшему были совершены панихиды.

## Мнения и отзывы
Российская общественность и пресса называли Просвирнина сложным и весьма неоднозначным человеком. Он был приверженцем ультранационалистических убеждений и позволял себе высказывания «на грани или даже за гранью фола», за что удостаивался обвинений в пропаганде нацизма и оправдания власовского движения. Поддержал аннексию Крыма Россией. Алексей Живов констатировал, что отношение людей к Просвирнину было разным, и встречались откровенно негативные оценки его деятельности. Так, Егор Холмогоров называл Просвирнина «одним из голосов русской нации», обладавшим визуальными и литературными талантами, умевшим придумывать «новые форматы для донесения старых идей» и при этом способным договориться «до ужасных вещей ради красного словца». Татарский краевед Ленар Мифтахныкы называл Просвирнина человеком, который прекрасно понимал трагедию русского народа, который после двух революций 1917 года так и не построил национальное государство, однако считал, что в случае демократизации российского общества Просвирнин не мог иметь бы политического успеха. Историк Сергей Волков характеризовал детище Просвирнина так: «Несмотря на шутливое, но эпатажно выглядящее неудачное название, этот журнал стал как по оформлению, так и по содержанию чем-то совершенно необычным для националистических изданий». Волков добавил, что течение, созданное «Спутником и Погромом», «сумело избавиться от многих пороков организаций националистического толка и при искреннем почитании исторической российской государственности пыталось соединить национализм с великодержавием дореволюционного толка».
Некоторые журналисты сравнивали Просвирнина по популярности и влиянию с рок-звёздами. Так, тот же Холмогоров назвал смерть Просвирнина второй крупной потерей для движения русского национализма после смерти Константина Крылова. Он отметил, что Просвирнин «умер как рок-звезда» и многого не успел сделать за свою жизнь как раз в те времена, когда России пришло время становиться традиционным государством и «надеяться лишь на армию и флот». Дмитрий Ольшанский отмечал двойственность Просвирнина: признавая его писательские таланты и одарённость, он считал, что у Егора, как у рок-музыкантов прошлого, «не было тормозов» в плане образа жизни и его убеждений, который был бесшабашенным; его уход из жизни мог быть подражанием смерти рок-звёздам полувековой давности наподобие Сида Вишеса и Кита Муна. Дмитрий Дёмушкин утверждал, что у Просвирнина «в голове была каша» и что любую тему он комментировал в своей хамской, оскорбительной манере; Ольшанский утверждал то же самое, констатируя, что Просвирнина хотелось читать, но не хотелось с ним разговаривать из-за его язвительности, провокаций и «неуёмного и неуклюжего риторического и бытового бреда». Олег Кашин относил Просвирнина к таким же выдающимся журналистам и писателям, как Эдуард Лимонов и Константин Крылов, а его смерть свела на нет «всю его конфликтность и невыносимость», оставив только большое наследие Просвирнина и его влияние на общество. Он также писал, что Просвирнин сумел вернуть «русскую идентичность» поколению молодой интеллигенции. Политик и журналист Максим Шевченко называл Просвирнина хоть талантливым человеком, который владел «дискурсом и нарративом эпохи постмодерна», но считал его риторику абсолютно враждебной, а его жизненный путь назвал гротеском с чудовищной гибелью, как в блоковском «Балаганчике».

### Комментарии
1. ↑  О вкладе 15 млрд. долларов из Фонда национального благосостояния в украинские ценные бумаги было анонсировано 17 декабря 2013 года по итогам переговоров Владимира Путина и Виктора Януковича[45].
2. ↑  Выдержка из интервью Егора Просвирнина Лизе Лазерсон, опубликованного на её YouTube-канале 1 декабря 2021 года:

...когда в гости пришёл товарищ Гитлер, товарищ Сталин тут же сразу забыл про, значит, какой-то пролетарский интернационализм, стал кричать про „братьев и сестер“, про, значит, наших великих русских предков Александра Невского — то есть всё как рукой сняло[51].
3. ↑  Просвирнин писал в статье, что в зависимости от идеологических воззрений «золотой век» мог выпадать у разных людей на разное время[72]. В 2014 году он заявил, что «золотой век» России длился с 1813 года до конца Крымской войны и не повторялся даже во времена СССР[11].
4. ↑  Согласно авторскому примечанию Лазерсон, имелся в виду текст «Быть русским: 15 ответов Панюшкину», опубликованный в 2014 году в «Спутнике»[11][51]
5. ↑  Панихиды по Егору Просвирнину были совершены, в частности, в храме Александра Невского в Новосибирске 30 января 2022[130] и в храме Феодора Стратилата в Москве 4 февраля 2022[131].